# Curtiss SO3C Seamew
Curtiss SO3C Seamew (daw. ang. seamew – mewa pospolita) – amerykański wodnosamolot pływakowy z okresu II wojny światowej zbudowany jako następca używanego przez US Navy samolotu zwiadowczego SOC Seagull. Samolot wszedł do służby w 1942 roku i okazał się konstrukcją raczej nieudaną z szeregiem problemów konstrukcyjnych, spowodowanych także przez silnik Ranger XV-770, który ukazał się niezwykle nieudaną konstrukcją. Ostatecznie Seamew został wycofany ze służby w 1944 roku. Jednym z największych problemów samolotu było to, iż część statecznika pionowego była przymocowana do owiewki tylnej kabiny i kiedy owiewka kabiny była otwarta (jak w czasie misji zwiadowczych) samolot miał problemy ze statecznością.
Część samolotów w wersji z podwoziem (SO3C-1), a nie jako wodnosamolot, została zakupiona przez Royal Navy w ramach umowy Lend-Lease Act. W służbie Fleet Air Arm SO3C znane były oficjalnie jako Seamew, choć szybko zyskały nieoficjalne przezwisko "Sea Cow" (krowa morska).
Łącznie Royal Navy otrzymało 250 samolotów Seamew począwszy od stycznia 1944 roku, ale samoloty zostały uznane za przestarzałe już we wrześniu tego roku i wycofano je ze służby do 1945 roku.

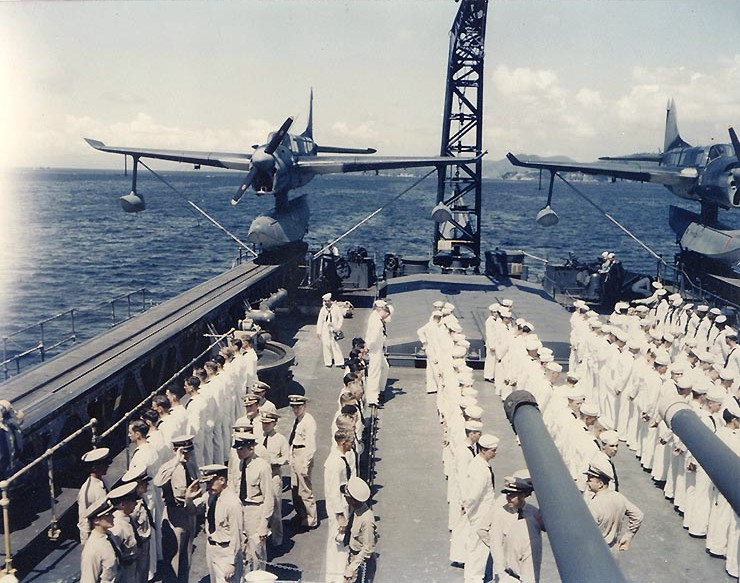
Dwa samoloty SO3C Seamew na pokładzie lekkiego krążownika USS "Biloxi" w październiku 1943

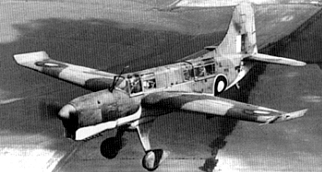
Seamew Mk I należący do Royal Air Force w locie w 1943-1944